# Don Heck
Pour les articles homonymes, voir Heck.
Don Heck, né le 2 janvier 1929 - mort le 23 février 1995 , est un dessinateur américain de bande dessinée. Co-créateur d'Iron Man, d'Œil de Faucon, de la Veuve Noire, de Wonder Man et du Mandarin, c'est un auteur important de l'âge d'argent des comics.

## Biographie
Il est plus connu pour son travail sur Iron Man dont il est le cocréateur et sur Les Vengeurs dont il sera longtemps le dessinateur attitré. Il est le créateur de Œil de Faucon, la Veuve Noire, de Wonder Man et du Mandarin.
Plus tard, il dessine Justice League of America, Wonder Woman et Flash pour DC Comics.
Il meurt d'un cancer en 1995.

## Publications

### Créations
- Iron Man (1663)
- The Black Widow alias. Natasha Romanoff
- Firebrand avec Archie Goodwin
- Living Laser avec Stan Lee & Artie Simek (en)
- Mantis avec Steve Englehart
- Mesméro avec Arnold Drake & Werner Roth
- Hellcat avec Stan Lee (version Amazing Adventures Marvel comics)
- Aqueduct aka. Peter van Zante avec Jim Shooter
- Black Goliath aka. Bill Foster avec Stan Lee
- Hera aka. Virginia Potts avec Stan Lee
- Ravonna (en) Renslayer avec Stan Lee

### Autres
- Atlas Comics / Marvel Comics

- - Tales of Suspense
  - Tales to Astonish
  - Mystery Tales
  - Amazing Adventures (en)
  - Chamber of Chills (en)
  - Giant-Size Dracula
  - Giant-Size Man-Thing
  - Giant-Size Spider-Man
- Strange Tales
- Strange Worlds
- Les Vengeurs
- Avengers Spotlight
- X-Men
- Captain Savage and His Battlefield Raider
- Captain Savage and His Leatherneck Raiders (en)
- Captain Marvel
- Champions de Los Angeles
- Ka-Zar
- Ghost Rider
- Marvel comics presents
- Chamber of Darkness
- Journey Into Mystery
- Daredevil and The Black Widow